# Anneliese Seonbuchner
Anneliese Seonbuchner   (Nuremberg, 13 de setembre de 1929 - 20 de novembre de 2020) fou una atleta alemanya, especialista en curses de velocitat, tanques i salt de llargada, que va competir durant la dècada de 1950.
El 1952 va prendre part en els Jocs Olímpics d'Estiu de Hèlsinki, on fou quarta en la prova dels 80 metres tanques del programa d'atletisme.
En el seu palmarès destaca una medalla de plata en la prova dels 80 metres tanques del Campionat d'Europa d'atletisme de 1954, rere Maria Golubnichaya. A l'aire lliure guanyà el campionat dels 80 metres tanques de l'Alemanya Occidental de 1950, el de salt de llargada de 1953 i el del 4x100 metres de 1957. En pista coberta guanyà el dels 60 metres tanques de 1954 i 1955. El 1954 aconseguí millorar el rècord nacional dels 80 metres tanques.

## Millors marques
- 100 metres. 12.1" (1953)
- 80 metres tanques. 11.0" (1958)
- Salt de llargada. 6,15 metres (1957)[1]